# Facheiroa
Facheiroa é um gênero botânico da família Cactaceae.

## Espécies
Facheiroa braunii

Facheiroa squamosa

Facheiroa ulei

etc.